# Livingstone Bramble
Livingstone Bramble (* 3. September 1960 auf Saint Croix, Amerikanische Jungferninseln; † 22. März 2025) war ein Profiboxer aus St. Kitts und Nevis.

## Karriere
Livingstone Bramble begann seine Profikarriere in den USA am 16. Oktober 1980.
Er gewann am 1. Juni 1984 den WBA-Gürtel im Leichtgewicht gegen Ray „Boom-Boom“ Mancini durch schweren K. o. in Runde 14. Im Rückkampf, der am 16. Februar 1985 stattfand, siegte er über 15 Runden klar nach Punkten. Zwei Mal konnte er den Titel erfolgreich verteidigen: gegen Ray Mancini und gegen Tyrone Crawley (schwerer K. o. in Runde 13). Er verlor seinen Titel am 26. September 1986, als er gegen Edwin Rosario in der zweiten Runde k. o. ging.
In den folgenden Jahren machte sich jedoch ein deutlicher Leistungsverfall bemerkbar. Er verlor von seinen letzten 36 Kämpfen zwanzig Mal, unter anderem gegen Oba Carr, Roger Mayweather, Buddy McGirt, Kostya Tszyu. Nach dieser Niederlagenserie gibt es keine aufgezeichneten Kämpfe mehr von ihm, allerdings gab er auch nie seinen offiziellen Rücktritt aus dem Boxsport bekannt.
In den Neunzigern wechselte er mehrfach seinen Namen, er kämpfte dann als Ras-I-Bramle oder auch Abuja Bramble.